# KAVOSZ Zrt.
A Vállalkozók és Munkáltatók Országos Szövetsége (VOSZ), valamint a Magyar Kereskedelmi és Iparkamara (MKIK) 2002-ben kezdeményezték a hazai hitelintézeteknél egy olyan konstrukció megvalósítását, melynek eredményeként a magyar mikro-, kis- és középvállalkozások egyszerűsített módon olyan kedvezményes kamatozású hitelhez juthatnak, melyet bankkártyával is igénybe lehet venni. A kezdeményező érdekképviseleti szervezetek a konstrukciót Széchenyi Kártyának nevezték el. A hitelkonstrukció szakmai irányítására és a koordinációs feladatok ellátására a Kamara és a VOSZ létrehozta a KAVOSZ Zrt.-t.
A KAVOSZ Zrt. fő tevékenységeként ellátja a Széchenyi Kártya Program szakmai irányítását, koordinálja annak működését, ügyfeleket közvetít a programban részt vevő hitelintézetekhez, kezeli és továbbítja az ügyfelek adatait, valamint előminősítést végez.
2010-ben megalakult a KAVOSZ Vállalkozásfejlesztési Zrt., melynek fő tevékenysége hitel- és pénzkölcsön nyújtása a kisvállalati, ezen belül is a mikrovállalati ügyfélkör számára. Alapvető célja, hogy a lehető legtöbb – banki módszerekkel nem, vagy nem megfelelően finanszírozott –, hazai mikrovállalkozás hitelhez jutási lehetőségein javítson, kedvezményes, európai uniós forrású támogatott finanszírozási források biztosításával.
2012 áprilisától a KAVOSZ Zrt. által vezetett konzorcium – melynek további tagjai a VOSZ és az MKIK – támogatás közvetítőként vesz részt a „Vállalati tanácsadási szolgáltatás támogatása mikro-, kis- és középvállalkozások részére” című programban, az Észak-Magyarországi és a Dél-Alföldi régióban. A program keretében a vállalkozások vissza nem térítendő támogatást nyerhetnek el többek között üzleti terv, megvalósíthatósági tanulmány, szervezeti átvilágítás, online megjelenés, kockázat elemzés, jogi szaktanácsadás, marketingstratégia, illetve egyéb, a vállalkozás működését elősegítő tanácsadói tevékenységek finanszírozására.